# BYD Tang
A BYD Tang a BYD Auto által gyártott crossover SUV, amely elektromos akkumulátorral, konnektorról tölthető hibridként vagy korábban hagyományos ICE járműként kapható.
Az első generációs BYD Tang a 2014-es Pekingi Autókiállításon mutatkozott be, és csak plug-in hibridként volt elérhető. A kiskereskedelmi kiszállítások 2015 júniusában kezdődtek Kínában. 2016-ban a Tang volt a legkelendőbb plug-in elektromos személyautó Kínában, 2016-ban pedig a világ legkelendőbb plug-in hibridje. Emellett a Tang abban az évben a világ harmadik legkelendőbb plug-in autója volt.
A BYD Tang második generációja 2018 áprilisában debütált az Auto China kiállításon. Az akkumulátoros elektromos változatban az akkumulátor kapacitása 82,8 kWh. Ez a változat 2021-ben került forgalomba Európában (Norvégiában).